# Colegio Mayor de San Bartolomé (Bogotá)
El Colegio Mayor de San Bartolomé, llamado en diferentes épocas Colegio Nacional de San Bartolomé, Colegio de San Bartolomé y Colegio de la Compañía de Jesús en Santafé, es un colegio coeducativo de carácter privado de educación preescolar, primaria y secundaria de la Compañía de Jesús, fundado el 27 de septiembre de 1604 por el arzobispo de Santafé de Bogotá Bartolomé Lobo Guerrero y los jesuitas José Dadey, S.J., Martín de Funes, S.J., Juan Bautista Coluccini S.J. Martín de Torres S.J, Bernabé de Rojas S.J, Diego Sánchez, S.J.
Es el colegio más antiguo de Colombia, pues ha funcionado ininterrumpidamente más de 400 años, desde 1604. En su sede se originó la Pontificia Universidad Javeriana en la Colonia (1623), y en su restablecimiento en 1930, al terminar la Hegemonía Conservadora. Allí mismo, en 1826 se fundó la Universidad Central de la República —antecesora de la Universidad Nacional de Colombia—, la cual agrupaba a la Biblioteca Nacional de Colombia, el propio Colegio de San Bartolomé y la universidad. Ha sido administrado unas veces por el Estado y otras veces por la Compañía de Jesús, en cuyas manos está hoy.
El Colegio Mayor de San Bartolomé, en sus 4 siglos de existencia, ha hecho un aporte significativo a la sociedad colombiana: en la época de la Independencia, muchos de sus alumnos y exalumnos desempeñaron un papel clave en el proceso emancipador, siendo generador de una verdadera movilidad social gracias a la excelente preparación de sus estudiantes. El colegio ha egresado 28 presidentes de Colombia, entre otras figuras de importancia nacional. Para el año 2011, el colegio contaba con aproximadamente 1800 estudiantes.
Su sede de bachillerato es Bien de Interés Cultural y Monumento Nacional de Colombia por el Decreto 1584 del 11 de agosto de 1975 y está ubicado en diagonal a la esquina suroriental de la Plaza de Bolívar de Bogotá. Este edificio junto con la Iglesia de San Ignacio y el Museo de Arte Colonial de Bogotá forman parte de la Manzana Jesuítica, que ha sido sometida a restauración por parte de la Compañía de Jesús y el Ministerio de Cultura (Colombia).

## Historia

### De 1604 a 1766: Colegio de la Compañía de Jesús en Santafé, Real Colegio Mayor y Seminario de San Bartolomé y Universidad Javeriana
El 23 de septiembre de 1604 llegaron a Santafé provenientes de Cartagena 6 jesuitas enviados a fundar el Colegio de la Compañía de Jesús con apoyo del arzobispo de Santafé de Bogotá don Bartolomé Lobo Guerrero.
La institución educativa fue establecida el día 27 de septiembre de 1604 al hacer entrega a la Real Audiencia de Santafé de Bogotá, de la cédula real que autorizaba la fundación. Inició sus labores educativas el 1 de enero de 1605 con 70 estudiantes, en las dos casas previamente compradas para dictar las clases, por los padres Alonso de Medrano y Francisco de Figueroa en mayo de 1600, situadas en la esquina sur oriental de la plaza principal de la ciudad, en el mismo sitio en el que ahora se encuentra.
La institución educativa cuyo cuarto centenario de fundación celebró en el 2004, aunque se llamó originalmente Colegio de la Compañía de Jesús en Santafé, hoy se denomina Colegio Mayor de San Bartolomé, nombre heredado del Seminario de la ciudad re-fundado por el Arzobispo don Bartolomé Lobo Guerrero el 18 de octubre de 1605 y ubicado en lo que hoy es el Palacio de San Carlos, en la cuadra enfrente de la del Colegio. Este Seminario fue encomendado a la dirección de los Jesuitas. Los Seminaristas y convictores que allí residían tomaban sus clases en las aulas del Colegio de la Compañía de Jesús en Santafé, por esta razón se confundían y consideraban la misma institución, se le llamó Colegio y Seminario de San Bartolomé.
El 1 de noviembre de 1610 se puso la primera piedra de la Iglesia de San Ignacio. Ese mismo año San Pedro Claver llegó a trabajar y a estudiar al Colegio y Seminario de San Bartolomé.
Mediante una bula de Gregorio XV y por cédula real de Felipe IV extendida en 1622, el Colegio fue erigido en Universidad, la Javeriana. Sus aulas estaban en el actual Museo de Arte Colonial, que era parte del edificio del Colegio.
En 1704 el Colegio Mayor, que suscita contiendas con el Colegio Mayor del Rosario, toma el nombre Real Colegio Mayor y Seminario de San Bartolomé.

### De 1767 a 1886: Colegio de San Bartolomé y Universidad Central
En 1767 sucedió la expulsión de los jesuitas por la Pragmática sanción de Carlos III y San Bartolomé pasó al poder colonial primero y luego al de la República. Con los libros que había, se fundó la primera Biblioteca Nacional.
Por disposición de la Junta Virreinal de Temporalidades, en 1772 se trasladó el Colegio Seminario de San Bartolomé al edificio donde habían funcionado el Colegio de la Compañía y la Universidad Javeriana, y asumió las funciones educativas que ambos desarrollaban.
En 1823, el Estado entregó a la Arquidiócesis el antiguo convento de los Capuchinos y templo de San José para uso del Seminario Conciliar, que al trasladarse allí tomó dicho nombre y no mantuvo el primigenio de San Bartolomé. Este nombre quedó en adelante adscrito sólo a la institución educativa de estudios secundarios que siguió funcionando en su edificio tradicional. Y desde 1826 los estudios universitarios que continuaban en este mismo lugar asumieron el nombre de Universidad del Primer Distrito o Universidad Central, cuando esta (hoy llamada Nacional de Colombia), fue inaugurada el 25 de diciembre, en una ceremonia celebrada en la iglesia de San Ignacio (del Colegio de San Bartolomé).
En 1842, la universidad y el colegio, junto con el museo y la biblioteca nacional, quedaron bajo el gobierno y dirección de un solo superior, que se denominó rector de la Universidad y del Colegio de San Bartolomé.
Hacia 1844, en tiempos del presidente Pedro Alcántara Herrán, los jesuitas regresaron, quienes se hicieron cargo del Seminario.
Pero seis años más tarde, el 18 de mayo de 1850, recibieron el decreto de expulsión de José Hilario López y salieron de Santa Marta. Los novicios y los de Pasto pasaron al Ecuador, país del que fueron expulsados en 1852.
Hacia 1857, bajo el gobierno del presidente Mariano Ospina Rodríguez los jesuitas retornaron nuevamente y el 8 de enero de 1859 se volvieron a hacer cargo del Colegio de San Bartolomé.
Dos años y medio después, durante la guerra civil, Tomás Cipriano de Mosquera vuelve a decretar el destierro de los jesuitas y el colegio sigue funcionando entonces como plantel oficial. Hacia 1865, se entregó su administración al Estado Soberano de Cundinamarca y en 1866 pasó a la Nación. Hacia 1882, siendo presidente Rafael Núñez, regresan los jesuitas a Panamá y Pasto.
En 1881 se recibió como Bachiller en Filosofía y Letras Julio Garavito Armero, Geómetra, Ingeniero, Astrónomo y Filósofo; único latinoamericano cuyo nombre identifica uno de los cráteres de la Luna (cráter en las coordenadas 47.50°S, 156.70°E de aquel satélite natural; visualizado a través del programa Google Earth, modo Luna).

### De 1887 a 1928: Colegio Nacional de San Bartolomé
En 1887 la Compañía de Jesús regresó a Bogotá y el Colegio Nacional de San Bartolomé fue puesto de nuevo bajo su dirección. En 1891 egresaron los primeros bachilleres. Se devolvió a los Jesuitas su antigua Iglesia de San Ignacio, con la su custodia, conocida como La Lechuga.
Hacia el año de 1902, el presidente José Manuel Marroquín y el Arzobispo Bernardo Herrera Restrepo, antiguos alumnos de San Bartolomé, consagraron oficialmente la Nación al Sagrado Corazón de Jesús el 22 de junio.
Hacia 1910 el colegio presentó por primera vez en Colombia películas científicas y conferencias sobre luz polarizada e interferencias. En el año de 1922 se estableció en el Colegio el primer observatorio sismológico de Colombia y el primer sismógrafo. En 1923 se establece en el colegio un grupo scout, con lo que se convierte en una de las entidades patrocinadoras del escultismo más antigua y constante del país. Actualmente es entidad patrocinadora del Grupo Scout 73 Nabusimake, fundado en 1985.

### De 1928 a 1941: Colegio de San Bartolomé
Hacia 1928 el Congreso Nacional reconoció la autonomía del Colegio por la Ley 44. Cedió el usufructo del edificio que se consideraba propiedad de la Nación y el establecimiento pasó a ser privado con el nombre de Colegio de San Bartolomé. En 1930 se restableció la Universidad Javeriana en el Colegio.
En 1937, el Congreso Nacional, por la Ley 110, reclamó el edificio, lo que obligó a los jesuitas a migrar a los terrenos de La Merced, al tiempo que entablaban demanda ante la Corte Suprema de Justicia sobre la propiedad del edificio. Ese mismo año, estudiantes de bachillerato del colegio formaron un equipo de fútbol que en 1946 se convirtió en el actual Millonarios Fútbol Club, el segundo equipo con más títulos profesionales de fútbol en el país.

### De 1941 a 1952: Colegio Nacional de San Bartolomé y Colegio San Bartolomé La Merced
Ante la inminente expropiación del edificio histórico del colegio, los jesuitas y el padre rector, Carlos Ortíz Restrepo, S.J., construyeron uno nuevo en la finca La Merced, trasladando así el Colegio de San Bartolomé y posteriormente nombrándolo Colegio San Bartolomé La Merced. Lo anterior, sin renunciar a la disputa de los derechos que tenía el Colegio de San Bartolomé sobre el claustro de la Plaza de Bolívar. 
La edificicación del Colegio San Bartolomé La Merced se realizó gracias a la venta de parte de los terrenos de la finca jesuita, los cuales originaron el barrio La Merced. El 16 de febrero de 1941, el Colegio de San Bartolomé inició sus clases en la moderna sede sobre la carrera quinta, contigua al Parque nacional Enrique Olaya Herrera, pero el antiguo edificio en disputa siguió en manos de la Nación, donde se estableció nuevamente el colegio público que el Estado denominaba Colegio Nacional de San Bartolomé.
El 10 de enero de 1951, Laureano Gómez, presidente de la República y bachiller de San Bartolomé, devolvió a los jesuitas el edificio del Colegio Nacional, por medio de un contrato a cinco años en el cual los jesuitas se comprometían a educar gratuitamente a 900 alumnos diurnos y 200 obreros en jornada nocturna, mientras que el Gobierno pagaba $ 25.000 pesos mensuales y cedía el edificio. Inmediatamente se procedió a la toma de posesión de los cargos respectivos, a las matrículas e inicio de clases en la sede Plaza de Bolívar. 
La Compañía de Jesús después de surtir este impase, quedó con dos colegios en Bogotá, con nombre similar, el nuevo Colegio San Bartolomé La Merced, y el tradicional Colegio Mayor de San Bartolomé en el centro histórico. 
Como dato adicional, los jesuitas decidieron conservar para ambas instituciones el nombre San Bartolomé, porque goza de reconocimiento y prestigio desde la colonia, pero no sin antes precisar que los dos colegios se administran hasta el día de hoy de manera independiente.

### De 1952 a 1999: Colegio Mayor de San Bartolomé
El 19 de diciembre de 1952 se firmó un contrato de transacción por el cual se reconoció la Fundación Colegio de San Bartolomé, la cual renunció a favor de la Nación el derecho de propiedad sobre el claustro que había ocupado la Universidad Javeriana, y que actualmente es la plazoleta de la esquina suroriental de la carrera Séptima con calle 10. El Estado, a su vez, renunció a favor de la Fundación el resto del edificio, el sector reconstruido. “La Nación y la Fundación se obligan a construir la fachada correspondiente a la parte cuya propiedad se reconoce a favor de la última, es decir, de la Fundación [...] sufragando el valor de la construcción por partes iguales y previa la demolición, será a cargo exclusivamente de la Nación...”' (Escritura No. 333 de la Notaría Primera del Circuito de Bogotá).
En agosto de 1955 se presentó un anteproyecto de remodelación para la plazoleta Camilo Torres y el 17 de junio de 1958 se registró en la Notaría Cuarta el nombre "Colegio Mayor de San Bartolomé". La revista escolar volvió a editarse con este último nombre. Sus primeras fotos fueron dedicadas al torreón, que desde 1943 hasta 1960 había sido el escudo del colegio.
El Colegio recibió la condecoración Cruz de Boyacá de manos del presidente Julio Cesar Turbay Ayala en 1980. Ese mismo año recibió el premio Andrés Bello, concedido a los mejores establecimientos educacionales de Colombia (dos veces el primero entre 3600 colegios) de acuerdo a los resultados en los exámenes practicados por el Estado (ICFES).
El 9 de septiembre de 1984 se reinstaló y reorganizó el Archivo Histórico del Colegio, con documentos continuados desde 1905 hasta 1984 (se considera uno de los más valiosos históricamente de Colombia).
En 1996 el Colegio subió al ciberespacio, el primero en Colombia y el primero de la Compañía de Jesús en Latinoamérica. En 1997 ganó el primer galardón a la excelencia en la gestión escolar de Bogotá. En el año de 1998 inició su educación coeducativa integral pues aceptó a las primeras mujeres para iniciar sus estudios en bachillerato.

### Años 2000: Colegio Mayor de San Bartolomé y la Sede Infantiles
El colegio ocupó el segundo puesto de toda Colombia en los exámenes del ICFES en el año 2003 en la categoría de los colegios que tienen más de 100 estudiantes en grado once. A nivel nacional ocupó el noveno puesto entre más de 9500.
El colegio proclama bachilleres a las primeras Bartolinas en el año 2003, iniciando formalmente la educación coeducativa, marcando un hito en la historia de este claustro que desde su fundación educaba únicamente hombres.
En el año 2004 se celebraron los 400 años de fundación del colegio, durante los que recibió las condecoraciones Simón Bolívar en la categoría Cruz de Oro del Ministerio de Educación Nacional, José Acevedo y Gómez en el grado de Gran Cruz del Concejo de Bogotá, Monseñor Ismael Perdomo en el grado de Gran Cruz de la Asociación de Colegios Católicos de Colombia y la Orden ACODESI en la categoría Cruz de Oro de la asociación de colegios jesuitas de Colombia.
Ese mismo año se iniciaron las labores académicas en la Sede Infantiles. La Fundación de Servicio Social Carlos González, S.J. de la Compañía de Jesús da por terminada la obra educativa Colegio Santa Catalina Labouré ubicado en el barrio Olaya, vendiendo esas instalaciones al Colegio Mayor de San Bartolomé para establecer la sede de preescolar y primaria que continúa hasta la actualidad.
La primaria se consolidó formalmente en 2006 y se certificó al colegio por su excelente servicio académico y humano a la comunidad educativa; también logró acreditar su Sistema de Gestión de Calidad bajo la norma norma ISO 9001:2000. En el 2009 actualizó esta certificación a la ISO 9001:2008.

### Años 2010 a la fecha: Colegio Mayor de San Bartolomé
En el año 2011 dio por terminada la jornada nocturna, dandolé paso a la jornada única reglamentaria que se estableció en el 2012. En la nocturna, hombres y mujeres tuvieron la oportunidad de validar sus estudios de educación media, accediendo de esta forma a su título de bachiller académico. 
Ese mismo año, el colegio cayó en una profunda crisis financiera, causada en parte por la disminución progresiva de los subsidios que gira el Ministerio de Educación a los estudiantes, cuestión que se venía presentando desde el año 2004. Sin embargo, la problemática de los recursos se agudizó, debido al anunció del retiro definitivo del subsidio, ya que el Gobierno desconoció la Ley 72 de 1983 la cual garantiza la educación gratuita de los alumnos matriculados en el colegio, con una vigencia de 90 años.
A causa del desconocimiento de la Ley, los directivos de entonces llegaron a pensar en la posible venta del histórico claustro a alguna entidad del Estado, pero, después de varias reuniones con alumnos, padres de familia y exalumnos, la Compañía de Jesús decidió mantener su sede en la Plaza de Bolívar, argumentado que el claustro es un escenario histórico donde se han formado próceres de la independencia, intelectuales y presidentes de la República desde 1604. No obstante, dentro del plan de rescate, descartando la venta del patrimonial edificio, la Compañía de Jesús privatizó el colegio y por ende, desde el año 2013 se cobra pensión y matrícula a los estudiantes nuevos. A su vez, el Gobierno Nacional luego de sortear discusiones con jesuitas, expertos y líderes políticos se comprometió a mantener el convenio, permitiendo a la fecha, subsidiar a los alumnos beneficiados.   
Superada la crisis, en el año 2012 asumió la rectoría el Padre Hugo Alexis Moreno Rojas, S.J., quien además de ser presidente de la FLACSI, se destacó por reorganizar el funcionamiento interno y por modernizar las instalaciones del colegio en sus dos sedes. Este proceso se fortaleció en el 2018, pues el padre rector para ese periodo, Juan Manuel Montoya Parra, S.J. sobresalió por la consolidación del Plan Maestro El Mayor que soñamos, que significó para la sede Plaza de Bolívar el reforzamiento estructural, el mantenimiento de fachadas, la remodelación del salón San Pedro Claver, del coliseo, gimnasio, cafeterías, patio jardín, la adecuación de la oficina de la rectoría debajo del Torreón de la Bandera, la creación del aula de robótica, el mejoramiento de salas de informática con espacios y equipos modernos, la reubicación de oficinas, entre otros. Sin embargo, el plan para la Sede de Infantiles que estipuló la demolición de sus bloques para darle paso a una nueva planta física, aún no se ha concretado.
El Padre Juan Pablo González Escobar, S.J. es el Rector actual, nombrado por el Provincial de la Compañía de Jesús, Padre Hermann Rodríguez Osorio, S.J. Su acto de posesión se dio el 4 de agosto de 2022. González Escobar se desempeñaba como Rector del Colegio San Bartolomé La Merced hasta su arribo al Colegio Mayor de San Bartolomé.

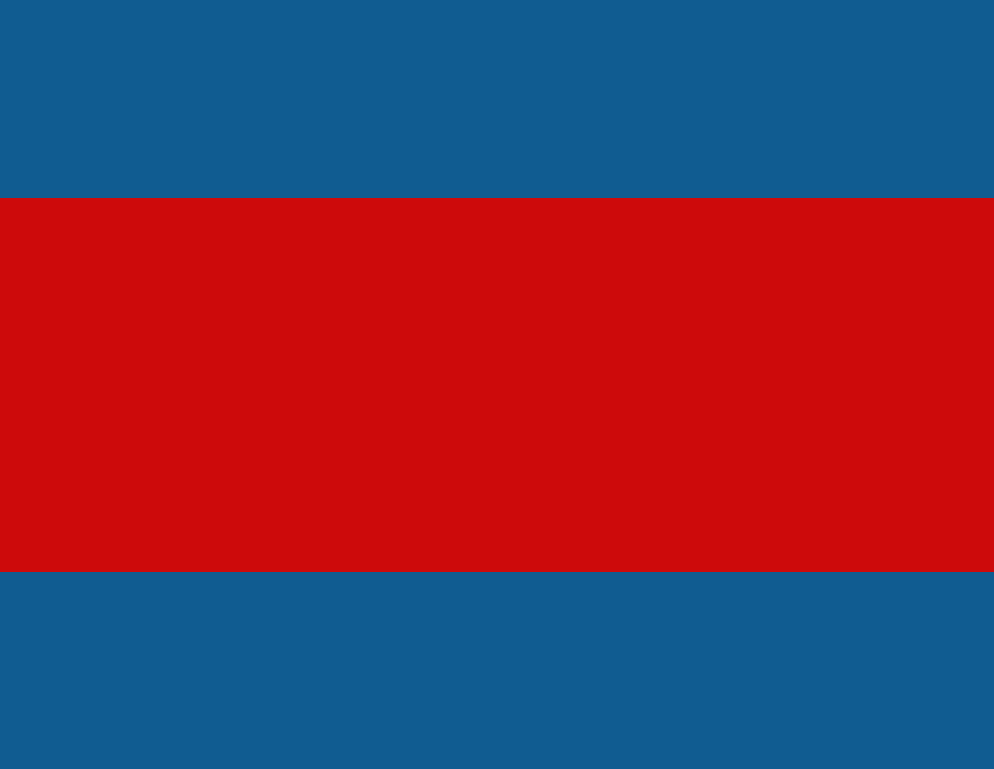
Bandera del colegio.

## Bartolinos Destacados
- Véase: Anexo:Bartolinos Destacados

## Sede Bachillerato (Monumento Nacional)
El edificio sede bachillerato del Colegio Mayor de San Bartolomé, siendo este parte de la denominada Manzana Jesuítica de Bogotá, es un Monumento Nacional de Colombia, Bien de Interés Cultural y distrital de la ciudad de Bogotá, por el Decreto 1584 del 11 de agosto de 1975, ya que en sus claustros se han educado las principales figuras que han propiciado aportes y cambios significativos en la sociedad colombiana, desde la colonia. Además de ser la muestra de la excelencia educativa con la que se educan día a día hombres y mujeres en sus claustros, que transforman y aportan para el cambio de la realidad del país.

## Símbolos
El Colegio Mayor de San Bartolomé establece como símbolos institucionales el escudo, la bandera, el lema: "Donde hay un Bartolino hay un Caballero, donde hay una Bartolina hay una Dama" y el himno, lo anterior conforme al manual de convivencia, también son aceptados el Torreón de la Bandera, la Beca Bartolina y la Cruz Bartolina por su significado histórico.
Escudo
El escudo está elaborado de forma circular, simbolizando ciclos y ciclos de generaciones que han pasado por los claustros del colegio, en el cual en su borde de color blanco (pureza) se encuentra la inscripción Colegio Mayor de San Bartolomé (superior) y el año de 1604 (inferior), año en el que la Compañía de Jesús funda el colegio. En la parte interior del círculo se encuentra la bandera institucional con los colores (azul, rojo, azul), que son símbolo de hidalguía y tradición, además en la franja central e inferior de la bandera se encuentran las tres letras IHS y los tres clavos de color dorado respectivamente, que son símbolo de la Compañía de Jesús que ha estado a cargo del colegio desde su fundación.
Bandera
La bandera está compuesta por un rectángulo horizontal con tres franjas de igual proporción, en donde la franja superior e inferior son de color azul simbolizando la justicia, verdad, lealtad y una franja central de color rojo símbolo de la fortaleza, victoria, osadía, altivez.
Himno
El himno del Colegio Mayor de San Bartolomé ha sido modificado a lo largo de su historia, ya que la administración del colegio ha recaído en varias manos, siendo la última la Compañía de Jesús, hasta la actualidad.
Se cuentan tres himnos desde la fundación hasta hoy, un primer himno que perteneció al Colegio de San Bartolomé y que hoy en día es del Colegio San Bartolomé La Merced, un segundo que fue del Colegio Nacional de San Bartolomé y el último del Colegio Mayor de San Bartolomé que fue establecido en 1958 con la letra de José V. Tamayo, S.J. y música de Juan J. Briceño S.J.
Himno del Colegio Mayor de San Bartolomé
Torreón
Esta estructura fue realizada a comienzos del siglo XX, junto a la restauración de los muros coloniales que tenía el claustro. El Torreón de la Bandera está compuesto por 6 pisos de altura en los cuales en sus primeros cuatro se encuentran la Rectoría y otras oficinas del colegio, los últimos dos fueron utilizados como observatorio; siendo rematado en la parte final por una cúpula de bronce con un asta para izar la bandera. La cúpula de bronce fue elaborada por la siderúrgica alemana de Hugo Stinnes, Hugo Stinnes GmbH. Su fachada es de estilo neoclásico al igual que todo el conjunto. El único acceso que tiene es a través del recinto escolar.
El isotipo del Torreón es el trazo o vector de la edificación que sobresale de la fachada en la esquina de la carrera 7.ª con calle 9.ª Su cúpula puede llevar en el asta la bandera azul, rojo, azul, cuya pendiente desciende para formar una espiral que abraza de principio a fin todo el edificio. El origen de esta representación gráfica se remonta al escudo del Colegio Nacional de San Bartolomé que lo integraba. Actualmente el Torreón es un símbolo oficial.
Beca Bartolina
La Beca Bartolina es la máxima condecoración del Colegio Mayor de San Bartolomé junto con la Cruz Bartolina, ya que estas son otorgadas únicamente a los graduandos que culminen exitosamente sus estudios de Bachillerato en el colegio, y que además demuestren ser personas formadas integralmente para estar dispuestos a servir a los demás.
La Beca Bartolina data desde la fundación del seminario en 1605, ya que se nombra a la beca en las constituciones del colegio, pero esta nada más era un implemento adicional del uniforme de la época. La beca la han portado diferentes bartolinos ilustres que han hecho un aporte significativo a la sociedad colombiana, de ahí su importancia y significado en la actualidad.

## Deporte

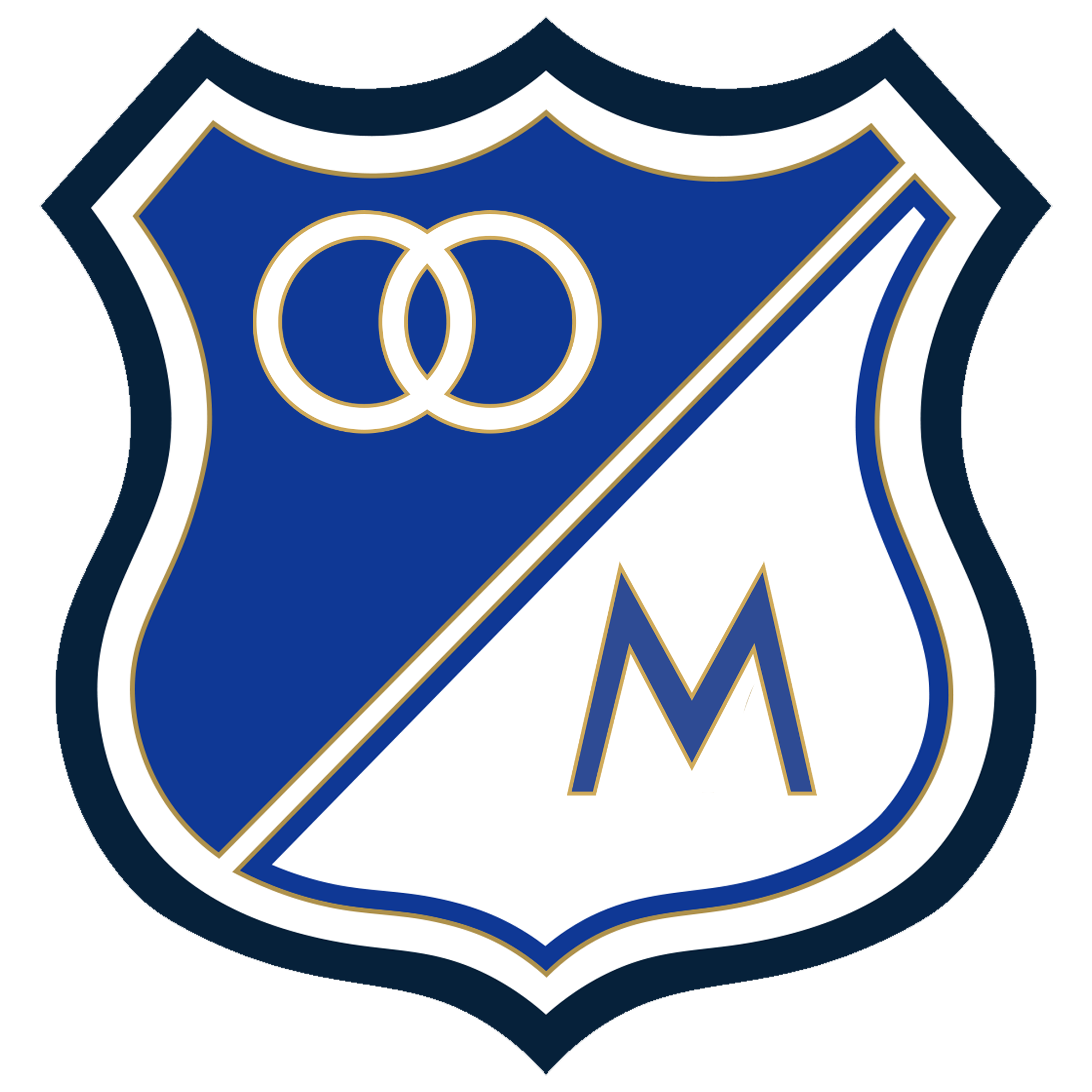
Escudo de Millonarios Fútbol Club, fundado por los estudiantes de bachillerato del Colegio de San Bartolomé.

Dentro de la institución se tienen los orígenes del equipo de fútbol profesional Millonarios al día 30 de enero de 1938, cuando se fusionan el equipo perteneciente al colegio fundado en 1932 y el Municipal perteneciente a la Alcaldía de Bogotá pasando a ser conocido como el Club Deportivo Municipal CM. Durante 14 años el club se destacó bastante a nivel nacional como internacional pese a jugar todo ese tiempo a nivel aficionado y contratando jugadores extranjeros principalmente de nacionalidad argentina.

“Los argentinos son muy exigentes, van a cobrar tanto y tanto, este es un club de Millonarios, los Municipalistas ahora son Millonarios”. Luis Camacho Montoya, periodista de El Tiempo.

Luego del que se retirará el apoyo económico de la Alcaldía de Bogotá y las declaraciones del periodista Camacho Montoya, el presidente del club de la aquella época Alfonso Senior Quevedo decide refundar en 1946 al equipo como el Club Deportivo Los Millonarios y al mismo tiempo debido a sus grandes influencias comienza a gestar junto con otros empresarios el comienzo del Fútbol Profesional Colombiano.

### Evolución del nombre
| Año         | Nombre del club                            | Nota |
| Aficionado  | Aficionado                                 | Aficionado |
| ----------- | ------------------------------------------ | --- |
| 1932        | Juventud                                   | Equipo del Colegio Mayor San Bartolomé. |
| 1935        | Unión Bogotá                               | Fusión con el equipo del Instituto de La Salle, "El Bogotá". |
| 1937        | Juventud Bogotana                          | Administrado por estudiantes del Colegio y el Instituto |
| 1938        | Club Deportivo Municipal CM                | Fusión con el equipo de la Alcaldía de Bogotá, "El Municipal" fundado en los años 20. El equipo quedó a cargo de los egresados del colegio, Alberto Lega, Ignacio "Nacho" Izquierdo y Manuel Briceño Pardo quienes traen a los primeros futbolistas extranjeros. En 1941 se unieron al club los dirigentes deportivos y empresarios Alfonso Senior Quevedo y el ecuatoriano Mauro Mortola hombres muy importantes para el club. |
| Profesional |                                            | |
| 1946        | Club Deportivo Los Millonarios             | Ya desvinculado del colegio el equipo es fundado profesionalmente por: Alfonso Senior Quevedo, Manuel Briceño Pardo (egresado del colegio y Alcalde de Bogotá en 1952-53), Francisco Afanador, Manuel Bonilla, Oliverio Pulido y Héctor Donado. |
| 2011        | Azul y Blanco Millonarios Fútbol Club S.A. | Ya desvinculado del colegio el equipo es fundado profesionalmente por: Alfonso Senior Quevedo, Manuel Briceño Pardo (egresado del colegio y Alcalde de Bogotá en 1952-53), Francisco Afanador, Manuel Bonilla, Oliverio Pulido y Héctor Donado. |